# 雅米·萨莱
雅米·萨莱（法語：Jamie Salé，1977年4月21日—），加拿大女子花样滑冰运动员。她曾代表加拿大参加1994年和2002年冬季奥林匹克运动会花样滑冰比赛，其中2022年冬季奥运会获得一枚金牌。